# 努山塔拉 (群島)

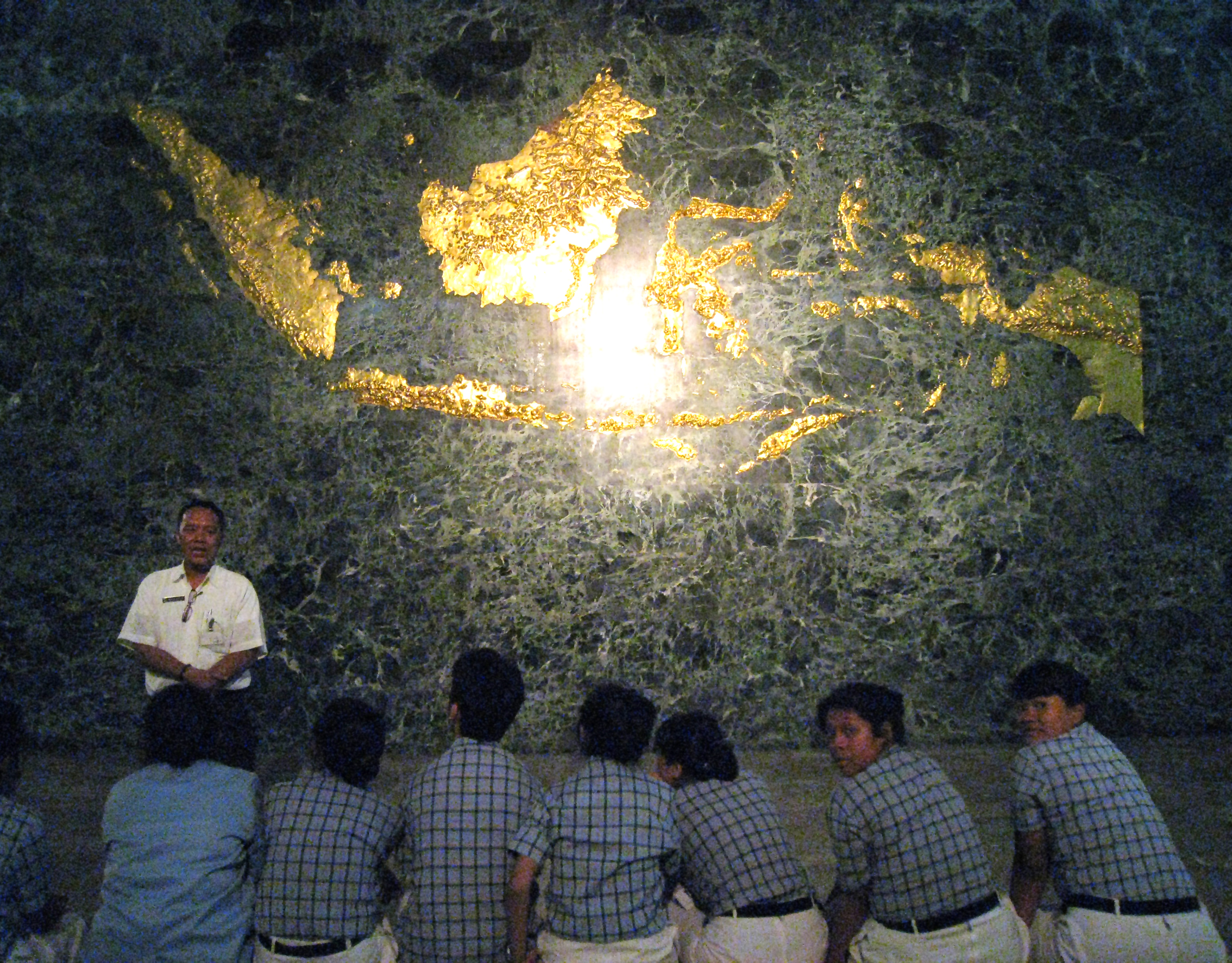
印尼國家紀念塔獨立大廳內的地圖。該地圖將整個馬來西亞的砂拉越、沙巴和納閩、汶萊、新加坡和東帝汶都包含其中

努山塔拉或努桑塔拉是印尼語对马来群岛的稱呼。該此源自古爪哇語，由nusa（島嶼）和antara（之間）兩個詞語組成，意思為“外島”。在印度尼西亞，該詞與印尼群島同義，而在馬來世界中，該詞則通常意指馬來群島。
該詞出現在加查·瑪達《爪哇史頌》以及《巴巴拉端》中的所撰寫的一篇宣誓手稿中。根據爪哇族流傳至今的手稿、詩歌和傳說記載，加查·瑪達是領導滿者伯夷王國登上最高峰領域的著名宰相和軍事將領，同時也是現代印度尼西亞的民族英雄。公元1336年，他在帕拉帕誓言中宣稱假如無法征服整個努山達拉的話，他將一生不食有任何有香料的食物。
但努山達拉該概念並不爲加查·瑪達所造。該詞最先爲信訶沙里國王克塔納伽拉於公元1255年首創。其最先詞形爲 Dvipantara，由於梵語中，dvipa 與 nusa 皆爲“島嶼”之意，故後該詞逐漸演變爲加查·瑪達口中的努山達拉（Nusantara）。

## 中古時期定義

满者伯夷王国的王國和屬國領域，主要包含爪哇島的東部和中部，以及馬都拉島和巴厘島

《爪哇史頌》中所構想的努山達拉

在其全盛時期，满者伯夷王国将整个马来群岛分为三个区域：
1. 王国（Negara Agung） - 包含满者伯夷王都和周围的领土在内，覆盖范围相当于现在的东爪哇地区。
2. 属国（Mancanegara） - 围绕在王国周围深受爪哇文化影响的国家，被王国统治却不由满者伯夷国王直接控制，包括整个爪哇岛、马都拉岛和巴厘岛，并且远至楠榜和南苏门答腊的巨港。
3. 附庸国（Nusantara） - 不受爪哇文化影响的马来民族国家，虽然不被王国统治却要向王国进行朝贡接受保护。

在加查·瑪達的帕拉帕誓言中：
|  | Sira Gajah Madapatih Amangkubhumi tan ayun amuktia palapa, sira Gajah Mada: "Lamun huwus kalah nusantara isun amukti palapa, lamun kalah ring Gurun, ring Seran, Tañjung Pura, ring Haru, ring Pahang, Dompo, ring Bali, Sunda, Palembang, Tumasik, samana isun amukti palapa". |

他將满者伯夷以外的国家统称努山達拉，其中包括了：
- ring Gurun - 古伦王国，今努莎潘尼达岛
- ring Seran - 塞兰王国，今錫蘭島
- Tañjung Pura - 丹戎布拉王国，今西加里曼丹吉打榜
- ring Haru - 卡罗王国，今北苏门答腊卡罗高地
- ring Pahang - 彭亨王国，今马来西亚彭亨
- Dompo - 栋普王国，今松巴哇岛的栋普
- ring Bali - 巴厘王国，今巴厘岛
- Sunda - 巽他王国，今西爪哇地区
- Palembang - 室利佛逝王国，今巨港
- Tumasik - 淡马锡王国，今新加坡

## 現代定義

### 印度尼西亞
在印度尼西亚，努山達拉的定义是指整个印度尼西亚国度，它从加里曼丹岛一直延伸到巴布亚省边界的马老奇，包含了加里曼丹内陆和苏拉威西岛在内，但不包括马来西亚、泰南、菲律賓、新加坡和文莱的国土，也因此中文世界通常将努山達拉当作印度尼西亚的昵称译为「千岛之国」。
在1920年，出生於荷属东印度的作家欧内斯特·道弗斯·德克（1879年—1950年）拒绝使用带有殖民主义色彩的名称（印度尼西亞的詞源是為希臘語，最早由英國人發明使用），转而使用了努山達拉这个词语来称呼这个国家。在其作品中，努山達拉的疆界是指从沙璜一直延伸到马老奇的整个印尼群岛──該定义和14世纪时满者伯夷王朝所指的努山達拉有明显的不同。在帕拉帕誓言中，努山達拉是用来作为王国以外异域国度的统称，但不可否认的是帕拉帕誓言所指的努山達拉中包含了现代印度尼西亚的原型。然而事实上，满者伯夷王朝的版图要比现在的印度尼西亚共和国要大得多。
2022年1月17日，印尼國家發展規劃部長蘇哈索·莫諾阿爾法宣佈籌備中的新首都將命名為「努山塔拉」。

### 印度尼西亞以外
在其他馬來國家，例如汶萊、新加坡和馬來西亞，努山達拉一詞通常等於馬來世界。
而在學術世界，該詞則通常意指所有受馬來文化和語言影響的島嶼，包括今天的印尼、馬來西亞、汶萊、東帝汶、菲律賓全境、泰國南部，甚至可能可以延伸至臺灣，但並不包含巴布亞新畿內亞。